# Mazama pigmeu
El mazama pigmeu (Mazama nana) és una espècie de mazama de Sud-amèrica. Viu a l'Argentina, el Brasil i el Paraguai i localment és conegut com a bororò. És un cérvol petit amb potes curtes que pesa entre 15 i 20 quilograms. Té un color marró vermellós.
A vegades se'l considera una subespècie del mazama vermell.